# Pilea virgata
Pilea virgata är en nässelväxtart som beskrevs av Hugh Algernon Weddell. Pilea virgata ingår i släktet pileor, och familjen nässelväxter. Inga underarter finns listade i Catalogue of Life.